# Wiaczesław Mołotow
Wiaczesław Michajłowicz Mołotow (ros. Вячеслав Михайлович Молотов), właśc. Wiaczesław Michajłowicz Skriabin (ros. Вячеслав Михайлович Скрябин) (ur. 25 lutego?/9 marca 1890 w Kukarce w guberni wiackiej, zm. 8 listopada 1986 w Moskwie) – rosyjski działacz komunistyczny, polityk radziecki.

## Życiorys
Ojcem Wiaczesława Skriabina był pochodzący ze środkowej Rosji handlowiec, którego dalekim krewnym był kompozytor Aleksandr Skriabin. W 1906 roku, mając szesnaście lat Wiaczesław Skriabin wstąpił do Socjaldemokratycznej Partii Robotniczej Rosji (SDPRR). W 1908 roku ukończył szkołę realną w Kazaniu. W kwietniu 1909 roku został aresztowany za działalność rewolucyjną przez ochranę i zesłany do Wołogdy. W 1911 roku został zwolniony z aresztu. W latach 1911–1912 studiował na Petersburskim Instytucie Politechnicznym, nie kończąc studiów. W tym czasie przyłączył się do bolszewickiej frakcji SDPRR, kierowanej przez Włodzimierza Lenina. W 1912 roku, w Petersburgu zaangażował się w tworzenie nowej partyjnej gazety o nazwie „Prawda” – poznał wtedy Józefa Stalina, który również pracował przy tworzeniu gazety. Przez następnych kilka lat Skriabin pracował jako bolszewicki dziennikarz i agitator.

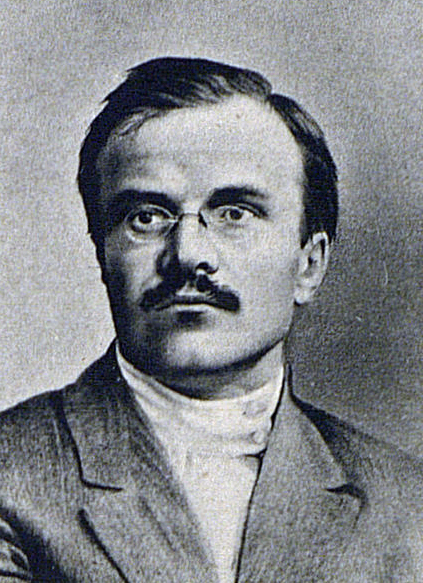
Wiaczesław Mołotow (1917)

W 1914 roku przyjął pseudonim Mołotow, pochodzący od rosyjskiego słowa молот (trl. mołot), oznaczającego w j. pol. „młot”. Pseudonim ten wiązał się z przejawianym przez członków bolszewickiej frakcji SDPRR przekonaniem o nadchodzącej w Rosji rewolucji, którą miała wywołać walka przemysłowej klasy robotniczej w sojuszu z biedniejszą częścią chłopstwa. Skriabin chciał, aby jego nowe nazwisko miało przemysłowe i proletariackie brzmienie. Gdy w lipcu 1914 roku wybuchła I wojna światowa, Mołotow wyjechał do Moskwy. W czerwcu 1915 roku został aresztowany i zesłany do guberni irkuckiej, skąd w 1916 roku uciekł i wrócił do Petersburga, ówcześnie Piotrogrodu. W okresie od listopada 1916 roku do kwietnia 1917 roku był członkiem Rosyjskiego Biura KC SDPRR(b), następnie Komitetu Wykonawczego Rady Piotrogrodzkiej, zaś w latach 1917–1918 Piotrogrodzkiego Komitetu SDPRR(b).
Brał aktywny udział w rewolucji październikowej, choć niczym się podczas niej nie wyróżnił. Od listopada 1917 roku był członkiem Piotrogrodzkiego Komitetu Wojskowo-Rewolucyjnego. Pozostawał bliskim współpracownikiem najpierw Włodzimierza Lenina, a potem Józefa Stalina. W latach 20. XX wieku piął się po szczeblach partyjnej kariery. Od 5 kwietnia 1920 roku do 8 marca 1921 roku zastępca członka, od 16 marca 1921 roku członek, a od 3 kwietnia 1922 sekretarz KC RKP(b), od 1 stycznia 1926 roku – członek Biura Politycznego KC WKP(b). Równocześnie od 22 listopada 1920 roku do 22 marca 1921 roku był I sekretarzem KC KP(b)U, od 22 listopada 1920 roku do 21 lipca 1921 roku członkiem Biura Politycznego KC KP(b)U, a od 23 stycznia 1934 roku do 27 maja 1937 roku członkiem KC KP(b)U.

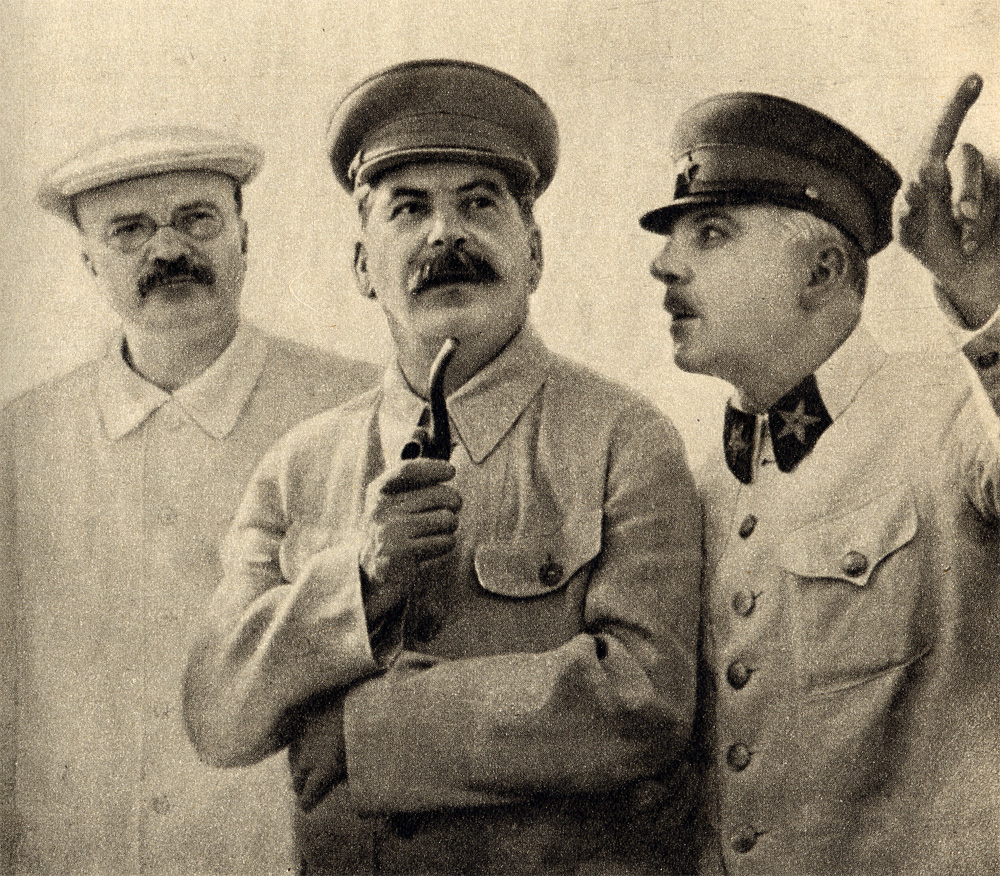
Wiaczesław Mołotow, Józef Stalin i Klimient Woroszyłow (1937)

Poparcie Stalina w walce o władzę zagwarantowało mu najwyższe stanowiska państwowe. 19 grudnia 1930 objął urząd przewodniczącego Rady Komisarzy Ludowych (premiera ZSRR) i wiernie realizował stalinowską politykę kolektywizacji. Od 23 listopada 1937 do 10 września 1939 był przewodniczącym Rady Ekonomicznej przy Radzie Komisarzy Ludowych ZSRR. W latach 1937–1938 zrealizował wielką czystkę w wojsku i partii komunistycznej. 3 maja 1939 roku, pozostając premierem zastąpił na stanowisku komisarza spraw zagranicznych Maksima Litwinowa. W decydującym dla Europy okresie kierował radziecką polityką zagraniczną. W nocy z 23 na 24 sierpnia 1939 roku podpisał w Moskwie z ministrem spraw zagranicznych Niemiec Joachimem von Ribbentroppem radziecko-niemiecki pakt o nieagresji, zwany paktem Ribbentrop-Mołotow. Układ ten był ważnym zabezpieczeniem dla Adolfa Hitlera i ułatwił rozpoczęcie II wojny światowej atakiem na Polskę 1 września 1939 roku. 28 września 1939 roku podpisał układ o przyjaźni i granicy z Niemcami. 5 marca 1940 na posiedzeniu Biura Politycznego Komitetu Centralnego partii podpisał decyzję o wymordowaniu 22 467 polskich oficerów, żandarmów, policjantów, osadników, ziemian i inteligentów więzionych w obozach NKWD.

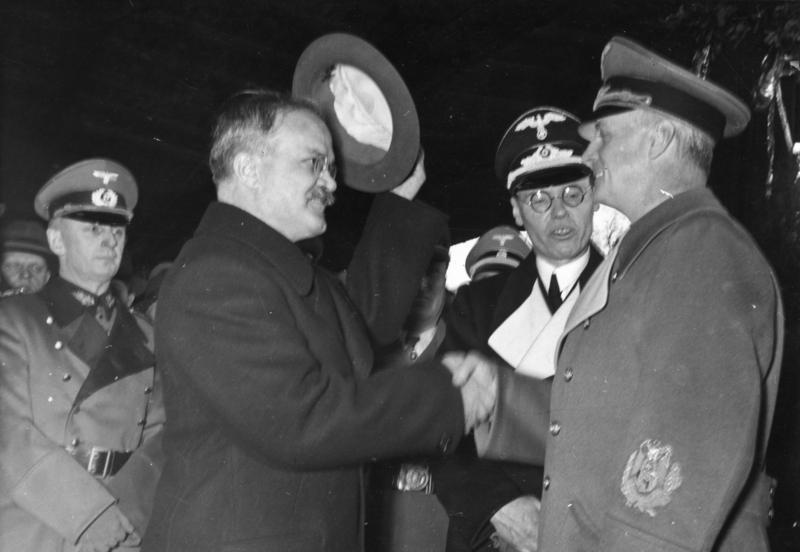
Mołotow i Ribbentrop w Berlinie (1940)

12 listopada tego samego roku Mołotow, z polecenia Stalina, złożył oficjalną wizytę w Berlinie (tzw. Negocjacje paktu czterech (1940)). Został przyjęty z najwyższymi honorami oraz spotkał się z von Ribbentropem, Hitlerem oraz innymi najwyższymi oficjelami niemieckimi. Celem tej wizyty było głębsze wybadanie dalszych intencji Niemców co do ich działań wojennych. Podczas nocnych rozmów Berlin nawiedził niespodziewany nalot RAF-u i wszyscy uczestnicy rozmowy musieli przenieść się do schronu przeciwlotniczego. Niemiecki minister spraw zagranicznych próbował wówczas nakłonić swojego gościa do tego, aby Sowieci zaatakowali Brytyjczyków w Indiach. Wtedy to podczas słynnej wymiany zdań von Ribbentrop powiedział do Mołotowa: – Wciąż jest mi Pan winien odpowiedź na pytanie, czy Związek Radziecki przychylnie odnosi się do pomysłu uzyskania dostępu do Oceanu Indyjskiego – na co Mołotow odpowiedział – Pan przyjmuje, że wojna z Anglią została wygrana, więc czyje to bomby spadają? Rozmowy zakończyły się fiaskiem i zaraz potem Hitler rozkazał swoim generałom przyśpieszyć przygotowania do ataku na ZSRR.
6 maja 1941 roku Stalin przejął od niego stanowisko premiera; Mołotow został wtedy wicepremierem (do 16 sierpnia 1942). Po wybuchu wojny niemiecko-radzieckiej 22 czerwca 1941 roku to on, a nie Stalin pierwszy wygłosił przemówienie radiowe informujące o rozpoczęciu wojny, w którym określił niemiecki atak jako „perfidię niespotykaną w historii cywilizowanych narodów”. W lipcu 1941 roku Mołotow podpisał układ o pomocy wzajemnej z Wielką Brytanią, a w październiku protokół o pomocy wojskowej Stanów Zjednoczonych (Lend-lease). W latach 1943–1945 brał udział w najważniejszych konferencjach, między innymi konferencji jałtańskiej dającej hegemonię Związkowi Radzieckiemu w Europie Środkowej i Wschodniej. Od 21 marca 1941 roku do 6 września 1945 roku był członkiem Biura Rady Komisarzy Ludowych ZSRR, a od 16 sierpnia 1942 roku do 19 marca 1946 roku I zastępcą przewodniczącego Rady Komisarzy Ludowych ZSRR.

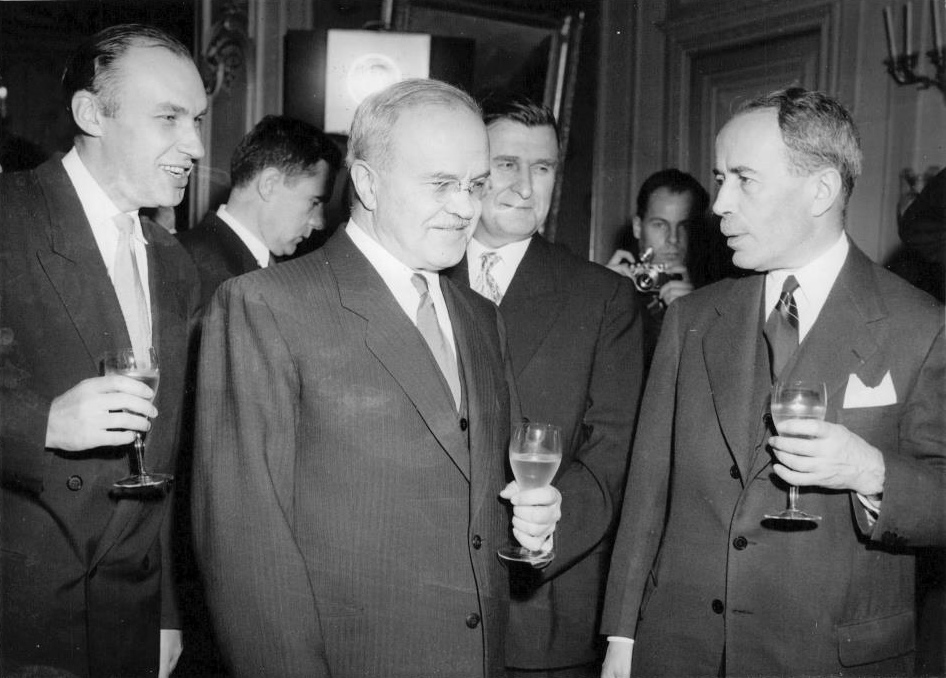
Mołotow z francuskim ministrem Antoine’em Pinayem na konferencji genewskiej (1955)

Po wojnie stopniowo odsuwany od władzy (utracił stanowisko ministra spraw zagranicznych na rzecz Andrieja Wyszynskiego 4 marca 1949 roku). Na polecenie Stalina w 1949 roku aresztowano jego żonę. Po śmierci Józefa Stalina w 1953 roku, wszedł w skład tzw. I triumwiratu (Ławrientij Beria, Gieorgij Malenkow, Wiaczesław Mołotow) i ponownie objął stanowisko ministra spraw zagranicznych, które pełnił do czerwca 1956. Rok później, w czerwcu 1957 roku, na plenum KC KPZR, podjął nieudaną próbę obalenia I sekretarza Nikity Chruszczowa (tzw. grupa antypartyjna). Został za to usunięty z Komitetu Centralnego i wysłany w charakterze ambasadora do Mongolii (od 31 sierpnia 1957 roku do 3 lipca 1960 roku). Później był szefem misji ZSRR przy Międzynarodowej Agencji Energii Atomowej w Wiedniu. W 1961 roku, za krytykę Nikity Chruszczowa przed XXII Zjazdem KPZR, został usunięty z partii i wysłany na emeryturę. W lipcu 1984 roku przyjęty ponownie w szeregi KPZR przez Konstantina Czernienkę.

## Śledztwo na Ukrainie w sprawie wielkiego głodu i wyrok sądu
25 maja 2009 roku Służba Bezpieczeństwa Ukrainy wszczęła oficjalne śledztwo w sprawie wielkiego głodu w latach 1932–1933 jako zbrodni ludobójstwa. Po zakończeniu śledztwa w listopadzie 2009, w styczniu 2010 Prokuratura Generalna Ukrainy skierowała do sądu akt oskarżenia. 13 stycznia 2010 roku Sąd Apelacyjny w Kijowie po rozpoznaniu sprawy uznał, Wiaczesława Mołotowa, Łazara Kaganowicza, Pawła Postyszewa, Stanisława Kosiora, Własa Czubara i Mendla Chatajewicza za winnych zbrodni ludobójstwa określonych w art. 442 par. 1 kodeksu karnego Ukrainy i umorzył jednocześnie postępowanie karne w związku ze śmiercią oskarżonych.

## Ordery i odznaczenia
- Order Lenina (1945)[10]
- Order Odrodzenia Polski I klasy (1948)[11]

## Upamiętnienie
Na jego cześć zmieniono nazwy miast Nolinsk i Perm.